# Upuaut

Upuaut

Upuaut é o Deus da Guerra da mitologia egípcia, equivalente a Ares, na mitologia grega.
Este deus surgiu na época do Império Antigo, tendo o seu culto se consolidado na época do Império Médio. É representado por um lobo branco e sua coroa é um chacal.